# 제5대 랜즈다운 후작 헨리 페티피츠모리스

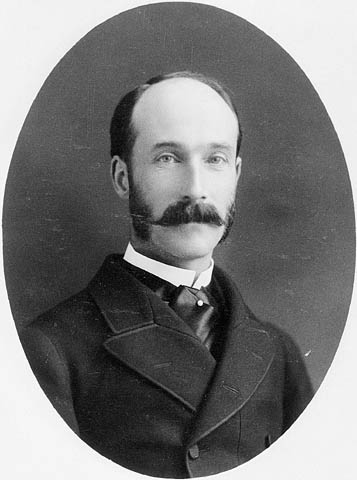
제5대 랜즈다운 후작 헨리 페티피츠모리스

제5대 랜즈다운 후작 헨리 찰스 키스 페티피츠모리스(영어: Henry Charles Keith Petty-Fitzmaurice, 5th Marquess of Lansdowne, 1845년 1월 14일 ~ 1927년 6월 3일)는 영국의 정치인이다. 캐나다의 총독, 인도 부왕 겸 총독, 영국의 외무장관 등을 지냈다.

## 가족 관계
헨리 후작은 2남 2녀의 자녀가 있었다.
- 딸: 에블린 에밀리 메리
- 아들: 케리 백작 헨리 윌리엄 에드먼드 페티피츠모리스
- 아들: 찰스 조지 프랜시스 페티피츠모리스
- 딸: 베아트릭스 프란시스 페티피츠모리스

## 같이 보기
- 제1대 랜즈다운 후작 윌리엄 페티 - 영국의 총리
- 랜즈다운 후작 저택
- 가터 훈장
- 인도의 별 훈장
- 세인트마이클앤드세인트조지 훈장
- 인도 제국 훈장
- 추밀원 (영국)
- 영일동맹
- 하야시 다다스